# نميلة بن عبد الله
نميلة بن عبد الله صحابي، اسمه نميلة بن عبد اللّه بن فقيم بن حزن بن سيار بن عبد اللّه بن كلب بن عوف بن كعب بن عامر بن ليث بن بكر بن عبد مناة بن كنانة الليثي الكلبي، ويقال له الكلبي نسبة لجده الأعلى كلب بن عوف بن كعب وحيث يطلق الكلبي فإنما يراد به من كان من بني كلب بن وبرة، قال الحافظ ابن عبد البر في الاستيعاب في معرفة الأصحاب : له صحبة.
نميلة هو الّذي قتل مقيس بن صبابة يوم الفتح.